# 기자키정
기자키정(일본어: 木崎町)은 일본 군마현의 동부, 닛타군에 속해있던 정이다.

## 역사
- 1889년 4월 1일 - 정촌제 시행에 의해 닛타군 5촌의 구역을 가지고 성립하였다.
- 1956년 9월 30일 - 닛타군 이쿠시나촌, 와타우치촌과 신설합병해 닛타정이 성립, 동일 기자키정은 폐지되었다.

## 교통

### 철도
- 도부 이세사키선 도부 토쿠가와가시선 (1968년 폐선)
  - 기자키역

## 참고 문헌
- 角川日本地名大辞典編纂委員会, 『角川日本地名大辞典 10 群馬県』1988, 角川書店